# Конрад II фон Хоенлое-Браунек
Конрад II (IV) фон Хоенлое-Браунек (на немски: Konrad II (IV) von Hohenlohe-Brauneck; * пр. 1368; † 7 август 1390) е господар на Хоенлое-Браунек (от 1240 г. в Браунек, днес в Креглинген).

## Произход
Той е син на Готфрид III фон Хоенлое-Браунек († 1367/1368) и съпругата му Агнес фон Кастел († 1365), дъщеря на граф Херман II фон Кастел († ок. 1331) и маркграфиня Маргарета фон Бургау († сл. 1322). Брат му Готфрид († 1390) е домхер в Трир, Майнц и Вюрцбург (1375), приор в Мюнстерайфел (1381), катедрален приор в Трир (1384 – 1390).

## Фамилия
Конрад II фон Хоенлое-Браунек се жени пр. 15 март 1388 г. за Анна фон Хоенлое (* пр. 1371; † 1 юни 1434), дъщеря на граф Крафт III фон Хоенлое-Вайкерсхайм († 1371) и ландграфиня Анна фон Лойхтенберг († 1390). Те имат една дъщеря:
- Анна/Маргарета (* пр. 1390; † сл. 1429), омъжена I. на 29 октомври 1398 г. за граф Хайнрих XXI фон Шварцбург-Вахсенбург († 1406), II. пр. 13 юли 1417 г. за граф Йохан II фон Хардек († 1427), бургграф на Магдебург

Вдовицата му Анна фон Хоенлое се омъжва 1396 г. за Конрад IX фон Вайнсберг VII († 1448).